# Fjällig stjälkröksvamp
Fjällig stjälkröksvamp (Tulostoma squamosum) är en svampart som beskrevs av Pers. 1801. Enligt Catalogue of Life ingår Fjällig stjälkröksvamp i släktet Tulostoma,  och familjen Agaricaceae, men enligt Dyntaxa är tillhörigheten istället släktet Tulostoma,  och familjen stjälkröksvampar. Arten är reproducerande i Sverige. Inga underarter finns listade i Catalogue of Life.

## Bildgalleri

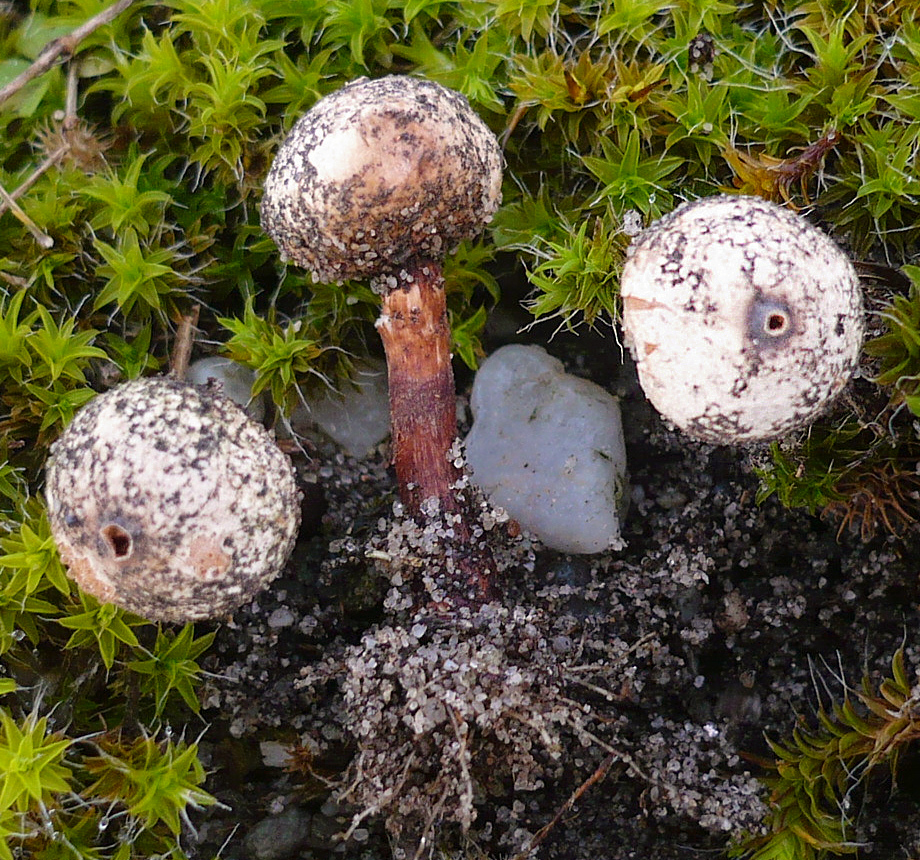